# Теленгит-Сортогой
Теленги́т-Сортого́й (алт. Телеңит-Сары-Тогой — Теленгитский пожелтевший лес) — село в Кош-Агачском муниципальном районе Республики Алтай России. Административный центр Теленгит-Сортогойского сельского поселения.

## География
Село находится на юго-востоке Республики Алтай, на севере центральной части Кош-Агачского района, на высоте 1766 метров над уровнем моря.

## История
В 1976 году исполнительный комитет Кош-Агачского районного совета депутатов трудящихся выходил с ходатайством о переименовании села в Чуйское.

## Население
| 2010 | 2011 | 2012 | 2013 | 2014 | 2015 | 2016 | 2017 | 2018 |
| ---- | ---- | ---- | ---- | ---- | ---- | ---- | ---- | ---- |
| 658  | ↗660 | ↘640 | ↘639 | ↘625 | ↘595 | ↗605 | ↘575 | ↗580 |
| 2019 | 2020 | 2021 |      |      |      |      |      |      |
| ↗584 | ↗622 | ↘614 |      |      |      |      |      |      |

Национальный состав
Согласно результатам переписи 2002 года, в национальной структуре населения алтайцы составляли 57 %; казахи составляли 42 % от общей численности населения в 771 жителя
Численность населения по данным переписи 2010 года составила 658 человека.

## Инфраструктура
В селе действуют средняя общеобразовательная школа, детский сад, фельдшерско-акушерский пункт, дом культуры, отделение почтовой связи, АТС, три магазина, пилорама.

Улицы села: Малсакова, Мурзагулова, Новая, Самтакова пер., Тадыева, Центральная, Чалчибаева, Кордоева.